# Homem de Bocksten

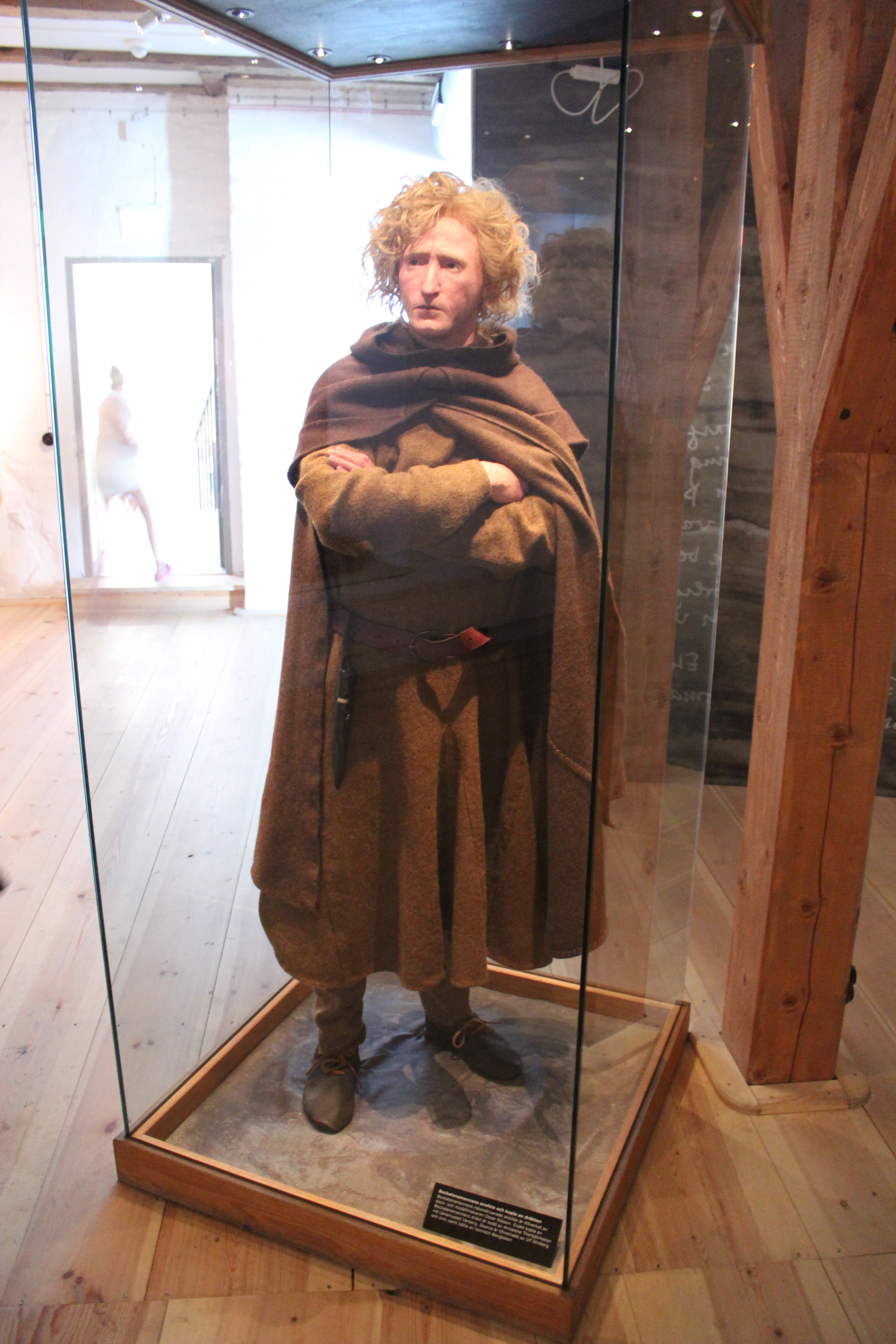
Uma reconstrução do Homem de Bocksten.

O Homem de Bocksten (em sueco: Bockstensmannen) é o corpo mumificado de um homem medieval, com a sua roupa, do século XIV, encontrado em 1936 num pântano perto de Varberg, na província da Halland na Suécia. Além do esqueleto, estão perservados o cabelo e alguns órgãos internos. Os seus trajes medievais são dos mais antigos da Europa, encontrados até hoje. Está em exibição no Museu da História Cultural da Halland, instalado na Fortaleza de Varberg.

Embora alguns pântanos fossem utilizados na época como cemitérios, pensa-se que o Homem de Bocksten tivesse 30-40 anos, e tenha provavelmente sido assassinado em 1350-1370, sendo depois lançado no pântano, e atravessado por 3-4 estacas para impedir que se voltasse a erguer.
O seu vestuário e calçado indicam que não era nobre, mas tinha um considerável estatuto social.

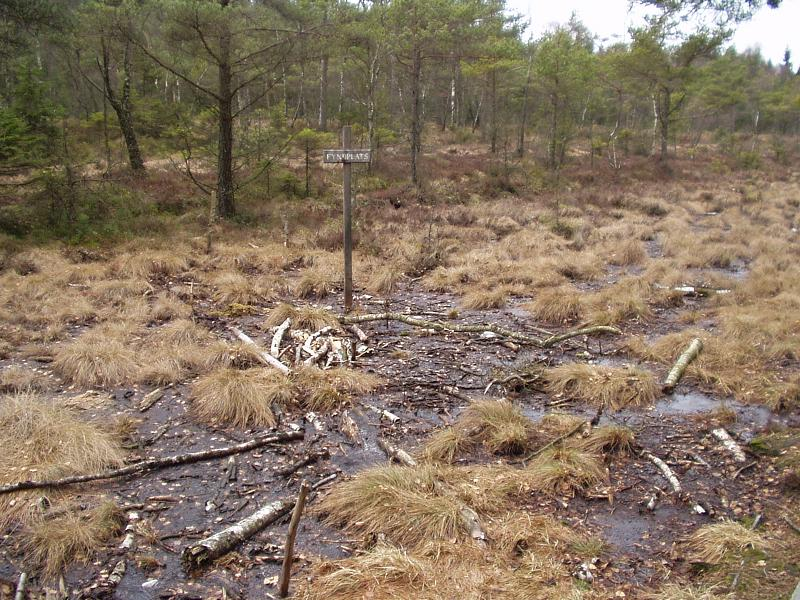
O local onde foi encontrado o Homem de Bocksten
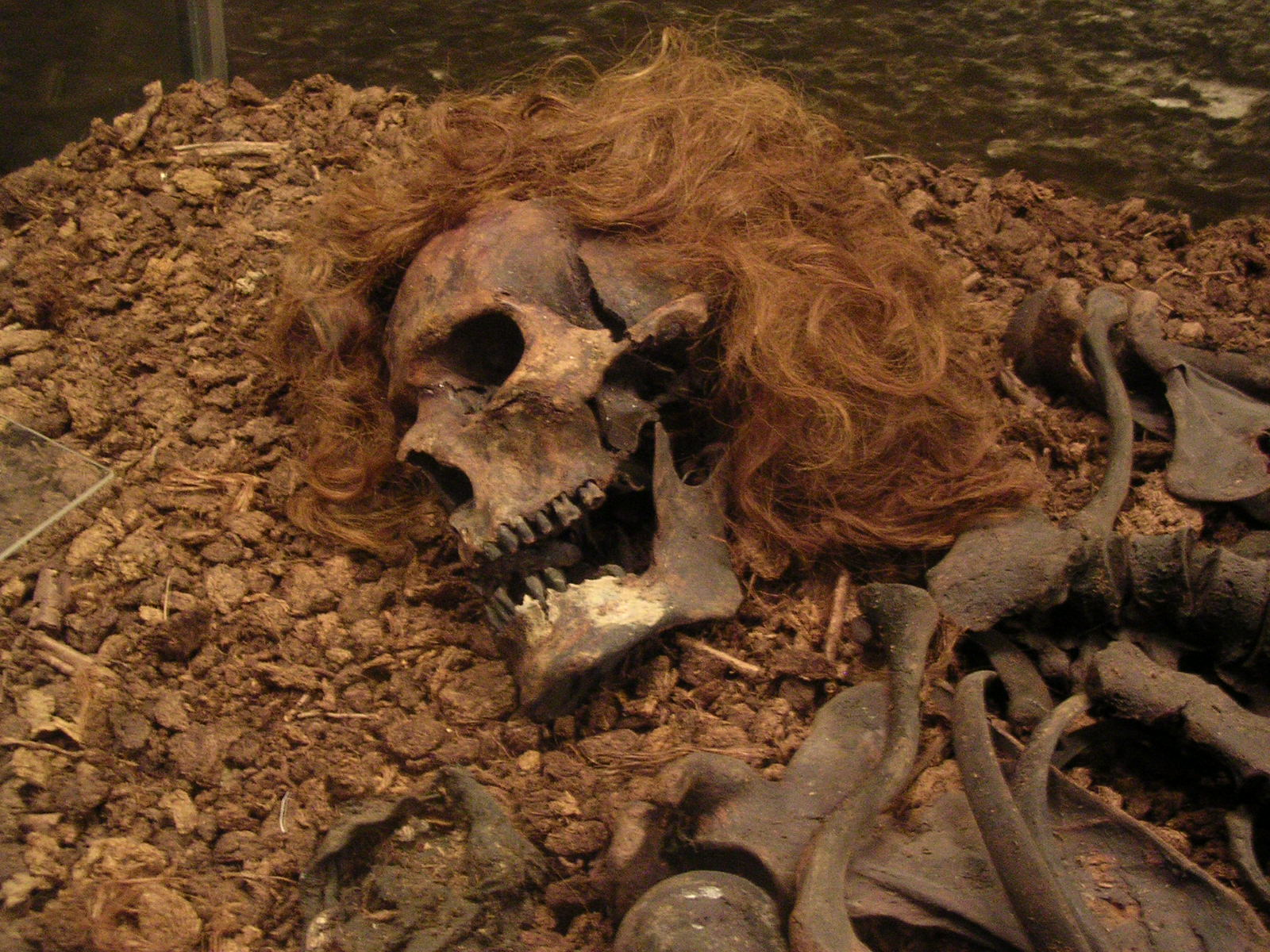
O esqueleto e a cabeleira
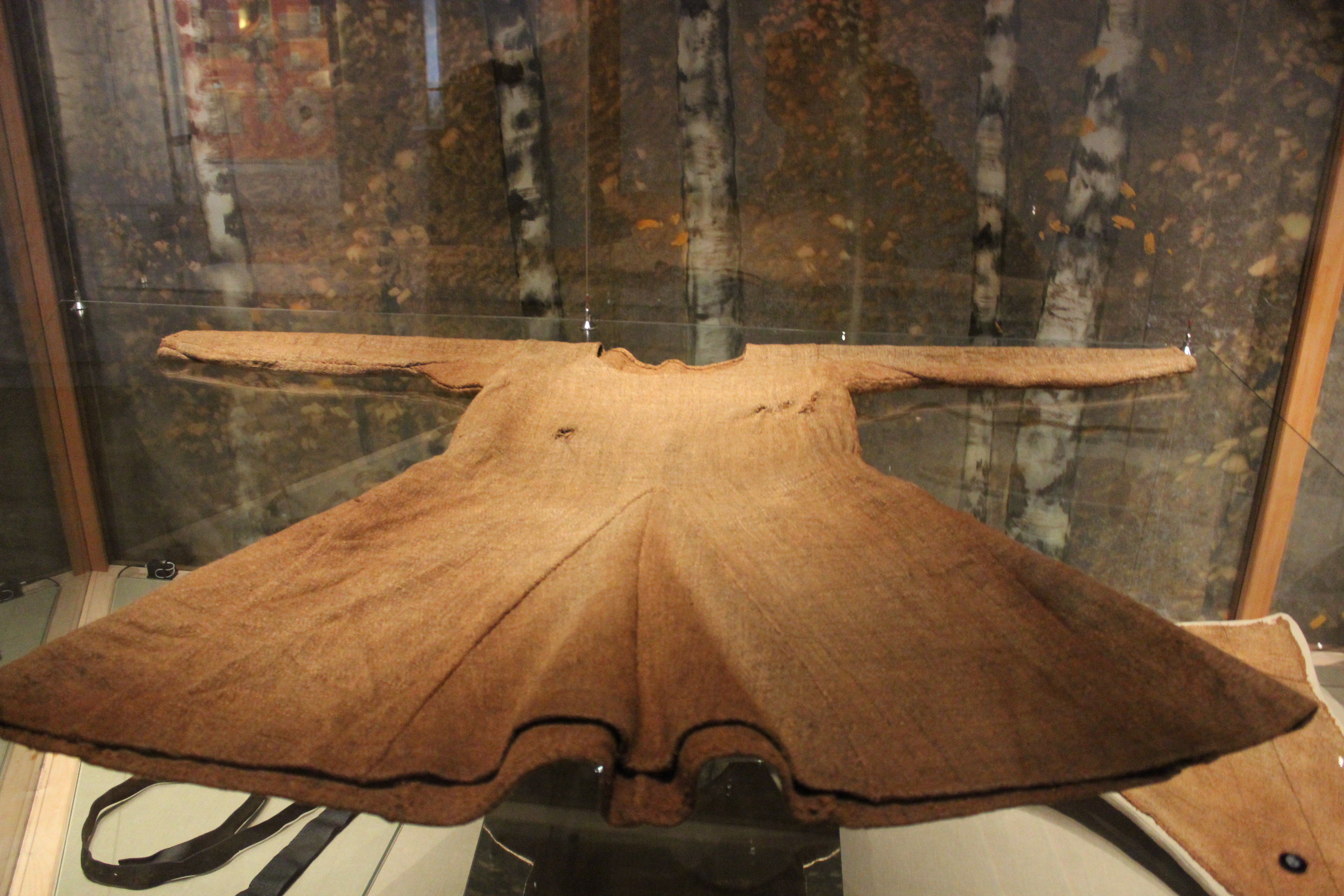
A túnica
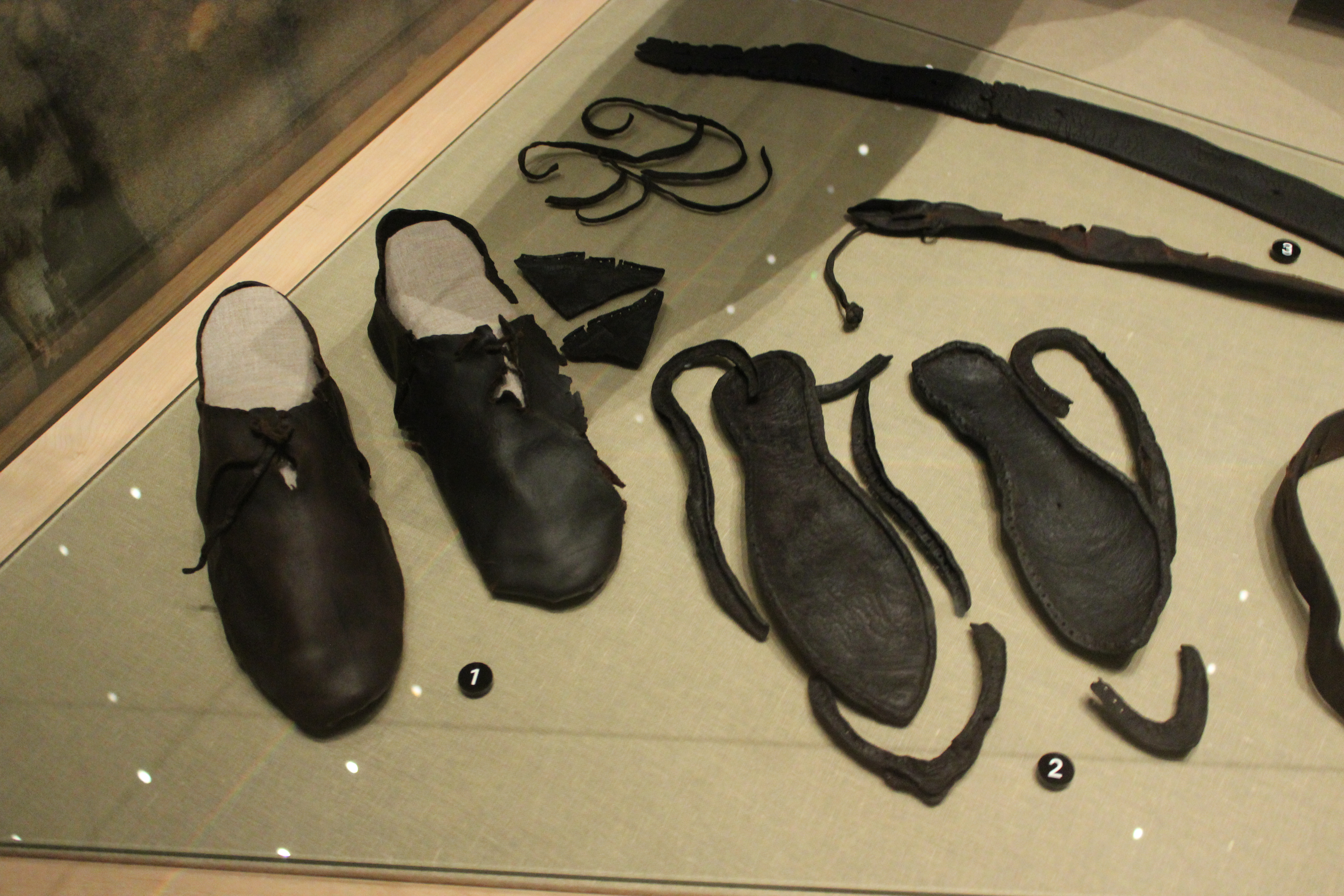
Os sapatos